# 米蘭達市 (特魯希略州)

米蘭達市（西班牙語：Municipio Miranda），是委內瑞拉的一個市，位於該國西部特魯希略州，首府設於埃爾迪維迪韋，面積374平方公里，海拔高度122米，人口19,243，人口密度每平方公里51.45人。